# Yurreta
Yurreta (em castelhano) ou Iurreta (em basco) é um município da Espanha na província da Biscaia, comunidade autónoma do País Basco, com 19 km² de área. Em 2021 tinha 3 696 habitantes (densidade: 194,5 hab./km²).

## Demografia
| Variação demográfica do município entre 1991 e 2004 | Variação demográfica do município entre 1991 e 2004 | Variação demográfica do município entre 1991 e 2004 | Variação demográfica do município entre 1991 e 2004 |
| --------------------------------------------------- | --------------------------------------------------- | --------------------------------------------------- | --------------------------------------------------- |
| 1991                                                | 1996                                                | 2001                                                | 2004                                                |
| 4901                                                | 4483                                                | 4144                                                | 4046                                                |